# Romangordo
Romangordo es una villa y municipio español, en la provincia de Cáceres, comunidad autónoma de Extremadura.Cuenta con una población de 251 habitantes (INE 2024).

## Geografía
Se localiza a 89 kilómetros de la capital cacereña, bien comunicado por la autovía del Suroeste, que atraviesa el término municipal entre los pp.kk. 201 y 214. También lo atraviesa la antigua carretera N-5 entre el puente de Albalat que cruza el río Tajo y el municipio de Casas de Miravete. 
El entorno en el que se sitúa es priviliegiado, pues está en la transición entre distintas comarcas naturales. Al norte, el río Tajo y el embalse de Torrejón-Tajo dan continuidad al Campo Arañuelo, que separa los ríos Tajo y Tiétar. Al sureste se extienden las primeras elevaciones de la Sierra de Las Villuercas, que caracterizan la comarca de Los Ibores. Al oeste se visualiza el pintoresco paisaje del cercano parque nacional de Monfragüe a partir de la Sierra de Piatones y la Sierra de la Moheda, las primeras de las sierras que siguen el curso fluvial del Tajo. 
El municipio se alza a 418 metros sobre el nivel del mar, pero en algunas sierras se alcanzan alturas cercanas a los 700 metros. 
A efectos turísticos, se integra en la comarca de Monfragüe. 
| Noroeste: Serrejón          | Norte: Saucedilla                          | Noreste: Almaraz            |
| Oeste: Casas de Miravete    |                                            | Este: Higuera de Albalat    |
| Suroeste: Casas de Miravete | Sur: Higuera de Albalat, Casas de Miravete | Sureste: Higuera de Albalat |

## Historia
El municipio tiene su origen en la antigua Makhada Albalat, un importante asentamiento árabe que fue fortificado en el siglo X y que en el siglo XII era mencionado como una de las localidades más importantes de la zona. Por su importante valor estratégico, en los siglos XI y XII fue objeto de disputa entre las tropas cristianas y árabes, pero en la conquista final cristiana que llevó a cabo Alfonso VIII ya había perdido su valor estratégico por quedar la frontera bastante lejos.
Bajo el dominio cristiano, Makhada Albalat quedó reducida a una simple villa rural, en torno a la cual se creó una organización administrativa llamada campana de Albalat. Esta campana formaba una especie de entidad territorial local en la cual, dentro de un único territorio, se agrupaban varias localidades: Romangordo, Casas del Puerto, Higuera de Albalat y otras localidades que acabarían despoblándose como La Piñuela.
En las proximidades de Romangordo tuvo lugar en la Guerra de Independencia el llamado combate de Almaraz.
En la primera mitad de siglo XIX, la campana de Albalat dio lugar con las revoluciones liberales a los tres actuales municipios de Romangordo, Casas de Miravete e Higuera de Albalat. No obstante, la campana siguió existiendo hasta 1900, pues subsistieron aprovechamientos comunes que no se deslindaron hasta ese año.

## Demografía
Romangordo cuenta con una población de 251 habitantes (INE 2024).
| Gráfica de evolución demográfica de Romangordo entre 1842 y 2021                                                    |
| |
| Población de derecho según los censos de población del INE Población de hecho según los censos de población del INE |

## Patrimonio

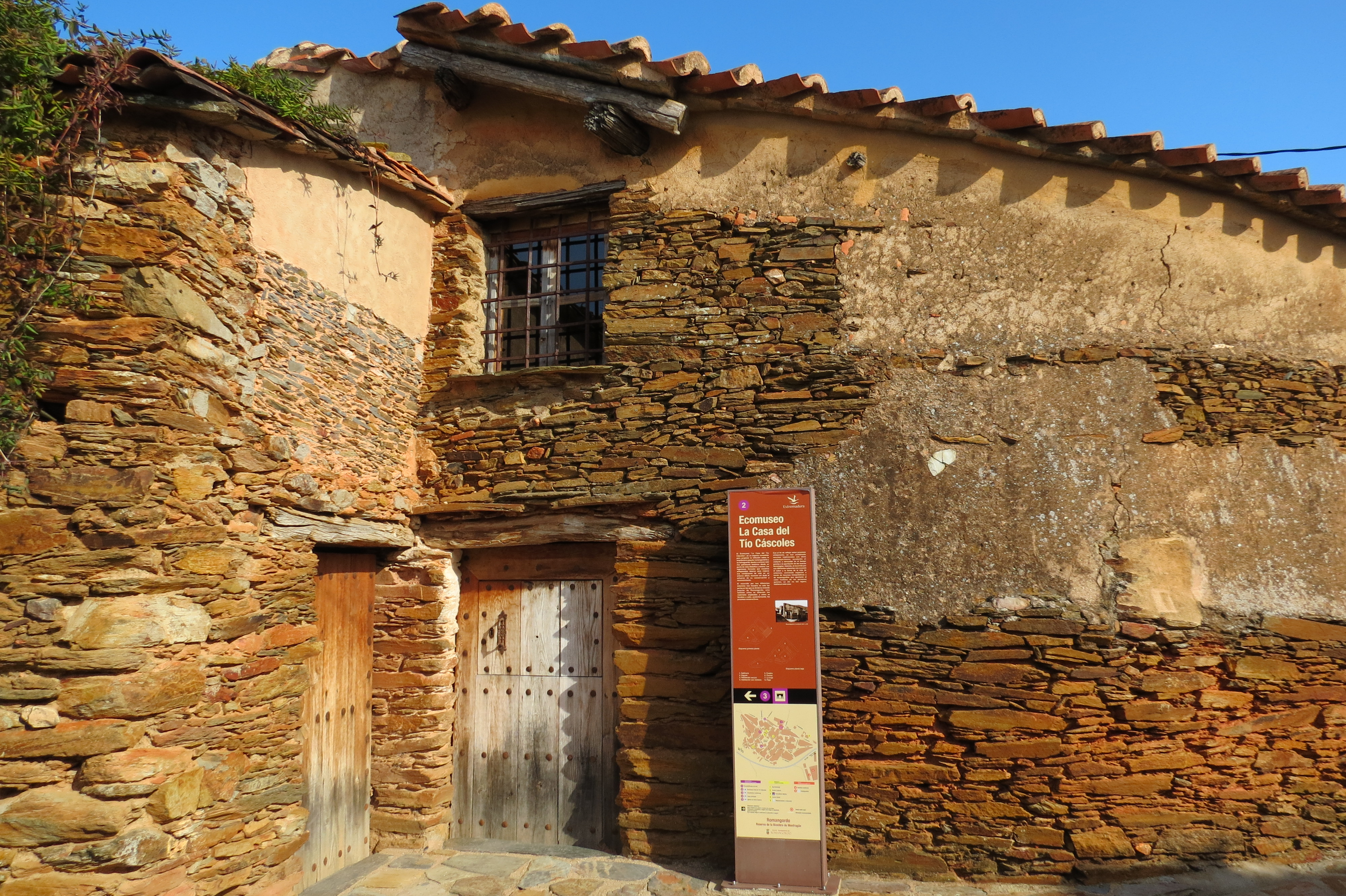
Ecomuseo Casa del Tío Cascoles, en una casa típica de Romangordo.

- Iglesia de Santa Catalina. Iglesia parroquial católica bajo la advocación de Santa Catalina, Virgen y Mártir, en la Archidiócesis de Mérida-Badajoz, Diócesis de Plasencia, arciprestazgo de Casatejada.[5] Declarada Bien de Interés Cultural en 2020.[6]
- Yacimiento arqueológico de Makhada Albalat.
- Castillo de Albalat.
- Fort Napoleón.
- Murales y Trampantojos. Actualmente la localidad está decorada con hasta cien murales en las fachadas y laterales de las casas, así como una multitud de puertas.

## Festividades
Las principales fiestas locales de Romangordo son:
- San Blas, el 3 de febrero
- Semana Santa, siendo la procesión más destacada la del Jueves Santo
- Fiesta del Emigrante, entre el 15 y 20 de agosto
- El Cristo, 14 de septiembre
- Santa Catalina de Alejandría, 25 de noviembre